# Șerăuții de Sus, Zastavna
Șerăuții de Sus (în ucraineană Горішні Шерівці, transliterat: Horișni Șerivți și în germană Ober Scheroutz sau Slobodzia) este un sat reședință de comună în raionul Zastavna din regiunea Cernăuți (Ucraina). Are 2,793 locuitori, preponderent  ucraineni (ruteni).
Satul este situat la o altitudine de 260 metri, în partea de centru-sud a raionului Zastavna.

## Istorie
Localitatea Șerăuții de Sus a făcut parte încă de la înființare din regiunea istorică Bucovina a Principatului Moldovei. După anexarea Bucovinei de către Imperiul Habsburgic în anul 1775, localitatea Șerăuții de Sus a făcut parte din Ducatul Bucovinei, guvernat de către austrieci, făcând parte din districtul Sadagura (în germană Sadagora). 
După Unirea Bucovinei cu România la 28 noiembrie 1918, satul Șerăuții de Sus a făcut parte din componența României, în Plasa Prutului a județului Cernăuți. Pe atunci, majoritatea populației era formată din ucraineni. 
Ca urmare a Pactului Ribbentrop-Molotov (1939), Bucovina de Nord a fost anexată de către URSS la 28 iunie 1940, reintrând în componența României în perioada 1941-1944. Apoi, Bucovina de Nord a fost reocupată de către URSS în anul 1944 și integrată în componența RSS Ucrainene. 
Începând din anul 1991, satul Șerăuții de Sus face parte din raionul Zastavna al regiunii Cernăuți din cadrul Ucrainei independente. Conform recensământului din 1989, numărul locuitorilor care s-au declarat români plus moldoveni era de 7 (2+5), reprezentând 0,26% din populație . În prezent, satul are 2.793 locuitori, preponderent ucraineni.

## Demografie
Componența lingvistică a comunei Șerăuții de Sus
     Ucraineană (99,79%)
     Alte limbi (0,21%)
Conform recensământului din 2001, majoritatea populației comunei Șerăuții de Sus era vorbitoare de ucraineană (99,79%), existând în minoritate și vorbitori de alte limbi.
1989: 2.735 (recensământ)
2007: 2.793 (estimare)

### Recensământul din 1930
Componența etnică a comunei Șerăuții de Sus (județul Cernăuți)
     Ruteni (93,49%)
     Polonezi (5,43%)
     Altă etnie (1,08%)
Componența confesională a comunei Șerăuții de Sus
     Ortodocși (90,34%)
     Romano-catolici (5,57%)
     Greco-catolici (2,78%)
     Altă religie (1,31%)
Conform recensământului efectuat în 1930, populația comunei Șerăuții de Sus se ridica la 2.153 locuitori. Majoritatea locuitorilor erau ruteni (93,49%), cu o minoritate de polonezi (5,43%). Alte persoane s-au declarat: români (5 persoane), evrei (14 persoane), cehi\slovaci (2 persoane) și sârbi\croați\sloveni (1 persoană). Din punct de vedere confesional, majoritatea locuitorilor erau ortodocși (90,34%), dar existau și romano-catolici (5,57%) și greco-catolici (2,78%). Alte persoane au declarat: mozaici (14 persoane) și baptiști (14 persoane).